# هنری یونهنل
هنری یونهنل (انگلیسی: Henri Junghänel؛ زادهٔ ۵ فوریهٔ ۱۹۸۸) تیرانداز اهل آلمان است.
وی در مسابقات کشوری و بین‌المللی در مجموع برندهٔ ۱ مدال طلا شده‌است.